# Municipio de Pottawatomie (condado de Coffey)
El municipio de Pottawatomie (en inglés: Pottawatomie Township) es un municipio ubicado en el condado de Coffey en el estado estadounidense de Kansas. En el año 2010 tenía una población de 205 habitantes y una densidad poblacional de 1,46 personas por km².

## Geografía
El municipio de Pottawatomie se encuentra ubicado en las coordenadas 38°18′27″N 95°35′25″O / 38.30750, -95.59028. Según la Oficina del Censo de los Estados Unidos, el municipio tiene una superficie total de 140.77 km², de la cual 139,66 km² corresponden a tierra firme y (0,79 %) 1,11 km² es agua.

## Demografía
Según el censo de 2010, había 205 personas residiendo en el municipio de Pottawatomie. La densidad de población era de 1,46 hab./km². De los 205 habitantes, el municipio de Pottawatomie estaba compuesto por el 96,59 % blancos, el 0,49 % eran afroamericanos, el 0,98 % eran asiáticos y el 1,95 % eran de una mezcla de razas. Del total de la población el 2,93 % eran hispanos o latinos de cualquier raza.